# Rezerwat przyrody Isla del Caño
Rezerwat przyrody Isla del Caño – obszar chroniony w randze rezerwatu przyrody, położony w Kostaryce na i wokół wyspy Isla del Caño, około 16 km na północny zachód od półwyspu Osa. Głównym przedmiotem ochrony są rafy koralowe otaczające wyspę. 
W 2003 roku został wpisany na listę informacyjną UNESCO.

## Historia
Rezerwat został założony w 1978 roku. W 2003 roku został wpisany na listę informacyjną UNESCO.

## Fauna i flora
Na terenie rezerwatu znajduje się 5 raf koralowych. Zidentyfikowano tutaj 15 gatunków koralowców, a także zagrożone gatunki zwierząt np. z rodzaju Panulirus. Rezerwat zamieszkują również delfiny, wieloryby, rekiny młoty, manty oraz żółwie morskie.